# Noorse esdoorn-vruchtmineermot
De Noorse esdoorn-vruchtmineermot (Etainia sericopeza) is een vlinder uit de familie van de dwergmineermotten (Nepticulidae). De wetenschappelijke naam van de soort werd in 1839 als Lyonetia sericopeza gepubliceerd door Philipp Christoph Zeller.
De soort komt voor in vrijwel geheel Europa, Turkije en Noord-Amerika.